# Les criades
Les criades (títol original en francès Les Bonnes) és una obra de teatre escrita l'any 1947 per Jean Genet i dirigida per Louis Jouvet.És inspirada en un fet real, l'anomenat afer Papin.
Es considera una paròdia de la tragèdia clàssica, amb un heroi tràgic (Claire/Solange) i un dilema (matar la Senyora). S'ha interpretat com una crítica a la burgesia del segle xx i una reflexió sobre les classes socials. També tracta el tema de la voluntat de descobrir-se i la recerca d'un mateix.

## Argument
Les protagonistes d'aquesta peça teatral són dues criades germanes, Claire, la petita, i Solange, la gran, a casa d'una dona rica, la Senyora. Claire escriu una carta en la qual denuncia l'amant de la Senyora, a qui anomenen el Senyor, per tal que sigui dut a la presó. El Senyor, solter i amant de la Senyora, hauria tingut també segons la denúncia una relació amb una criada. En un moment donat, per a no ser descobertes, les dues criades intenten matar la senyora amb una til·la enverinada, però ella no se la beu.
En algunes escenes les germanes es vesteixen amb roba i complements de la Senyora i fan d'ella i elles mateixes. A l'escena final, Claire fa de Senyora i fa beure la til·la a la Solange, que mata realment.